# Martin Smeets
M.W.C.M. (Martin) Smeets (Munstergeleen, 22 april 1937 – Vlodrop, 22 september 2005) was een Nederlands politicus van de VVD.
Hij was de zoon van A.J.J.M. Smeets die langdurig burgemeester van Munstergeleen was. Martin Smeets was loco-gemeentesecretaris in Hulsberg voor hij in mei 1980 benoemd werd tot burgemeester van Vlodrop. In 1987 werd hij daarnaast waarnemend burgemeester van Montfort. Bij de gemeentelijke herindeling van 1 januari 1991 ging Montfort op in de gemeente Posterholt (later hernoemd in gemeente Ambt Montfort) en Vlodrop ging op in de gemeente Melick en Herkenbosch (op 1 januari 1993 hernoemd tot de gemeente Roerdalen). Van die laatste gemeente werd hij de burgemeester wat hij zou blijven tot medio 1998 toen hij vervroegd met pensioen ging. Zeven jaar later overleed hij op 68-jarige leeftijd.